# Little Women (1949)
Little Women is een Amerikaanse dramafilm uit 1949 onder regie van Mervyn LeRoy. De film is gebaseerd op het gelijknamige boek van Louisa May Alcott en is een nieuwe verfilming van de gelijknamige versie uit 1933. De film, die gold als een van de meest succesvolle Amerikaanse films uit 1949, werd destijds in Nederland uitgebracht onder de titel Onder moeders vleugels.
De film is nog meerdere keren opnieuw gemaakt, waaronder de versie uit 1994. Little Women kreeg twee Oscarnominaties en won er een.

## Verhaal

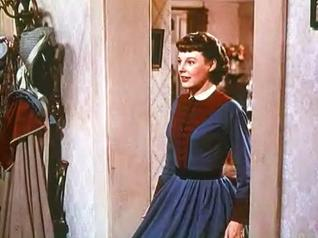
June Allyson als Jo March

De zussen Meg, Jo, Amy en Beth groeien op in het Amerikaanse Massachusetts met hun moeder terwijl hun vader vecht in de Amerikaanse Burgeroorlog. De mooie Meg trouwt al gauw met een officier, de onstuimige tomboy Jo wil altijd al schrijfster worden en vertrekt naar New York, Amy is vooral bezig met haar uiterlijk en eigendommen terwijl Beth het liefste andere mensen een plezier doet, doodarme buren helpt en piano speelt voor de welgestelde oudere buurman. Romantisch kostuumdrama waar onder de negentiende-eeuwse familiewaarden toch een geëmancipeerde stelling wordt genomen. Elke zus lijkt het leven van een vrouw uit dat tijdperk te symboliseren. De jongensachtige Jo is het hoofdpersonage en gaat graag haar rebelse gang: zo wil ze het liefst aan het werk en niet trouwen. Haar platonische, vriendschappelijke omgang met buurjongen Laurie leidt dan ook niet tot het gehoopte slot. In het Nederlands is de titel van het boek 'Onder Moeders Vleugels' en het vervolg erop heet 'Op Eigen Wieken'.

## Rolverdeling
| Acteur           | Personage            |
| ---------------- | -------------------- |
| June Allyson     | Josephine 'Jo' March |
| Peter Lawford    | Laurie Laurence      |
| Margaret O'Brien | Beth March           |
| Elizabeth Taylor | Amy                  |
| Janet Leigh      | Meg March            |
| Rossano Brazzi   | Professor Bhaer      |
| Mary Astor       | Marmee March         |
| Ellen Corby      | Sophie               |
| Lucile Watson    | Tante March          |
| C. Aubrey Smith  | Meneer Laurence      |

## Productie

### Preproductie
Producent David O. Selznick van filmstudio 20th Century Fox kocht de filmrechten in het voorjaar van 1946 en was van plan om Mervyn LeRoy aan te stellen als regisseur in de verfilming, met in de hoofdrollen Jennifer Jones (als Jo), Diana Lynn (als Amy), Bambi Linn (als Beth), Rhonda Fleming (als Meg), John Dall (als Laurie), Anne Revere (als Marmee), Charles Coburn (als Meneer Laurence), Philip Friend (als Brooke) en Constance Collier (als Tante March). Ook Shirley Temple werd genoemd in de castingperiode van Fox. Ten gevolge van een studiostaking in september 1946 werd het project voor onbepaalde tijd opgeheven. LeRoy had zeer veel passie voor het project en drong Louis B. Mayer aan om het project over te nemen. In maart 1948 kwam het nieuws dat Selznick de verfilmingsrechten had verkocht aan filmstudio Metro-Goldwyn-Mayer, alsmede de filmsets die hij jaren eerder al had laten bouwen.
LeRoy koos voor het project de bekendste actrices van de studio destijds, onder wie June Allyson, Margaret O'Brien, Janet Leigh en Elizabeth Taylor. LeRoy had al eerder samengewerkt met Taylor aan een screentest voor National Velvet (1944) en sprak lovend over haar uitstraling en allure op het scherm. Voor de kostuums werd de prestigieuze kostuumontwerper Walter Plunkett binnengebracht, bekend van de kostuums die hij ontwierp voor Gone with the Wind (1939).

### Opnamen
Volgens actrice O'Brien raakten de vier hoofdrolspeelsters allen goed bevriend met elkaar op de set, en hadden Allyson, Leigh en Taylor allen een oogje op collega Peter Lawford. Mary Astor, die de moeder vertolkt in de film, sprak minder lovend over de samenwerking met de vier meiden: ze vond de dames onprofessioneel en vertrouwde O'Brien niet. Ze lichtte toe: "O'Brien keek me altijd aan alsof ze een kwaad plan smeedde." Ze klaagde dat takes veelvoudig opnieuw moesten worden opgenomen omdat de jongedames tijdens het draaien in lachen uitbarstten.
O'Brien vertelde dat ze veel moeite had met het opnemen van de sterfscène van haar karakter en haar emoties moeilijk in bedwang kon houden. Dit gold ook voor haar tegenspeelster Allyson, die zó onder de indruk was van O'Briens acteerspel, dat ze niet meer kon stoppen met huilen en die dag vervroegd de set verliet.
De productieperiode liep van 29 juni 1948 tot en met het einde van september 1948. C. Aubrey Smith overleed enkele maanden later, nog voordat de film werd uitgebracht.

## Ontvangst
Metro-Goldwyn-Mayer gebruikte Little Women als openingsfilm voor het programma van zijn vijfentwintigste jubileum. De film gold als een van de grootste kaskrakers van de filmstudio van dat jaar en bracht een groot bedrag in het geldlaatje. De Amerikaanse pers sprak ook vol lof over het eindresultaat.
In Nederland kreeg de film destijds minder persaandacht; daarbij waren de recensenten weemoediger gesteld dan de Amerikaanse pers. Recensent van De Telegraaf schreef: "Over het algemeen verfoeien wij dergelijke zoetelijke verhaaltjes, maar we moeten bekennen dat deze over een gelukkig gezin met vier aardige dochters handelende film toch vele momenten telt, die ons pakten." Recensent van Het Vrije Volk schreef: "Het lief en eed van vier zusjes met perzikwangen en zuivere zieltjes ontrolt zich traag tot het althans voor drie van haar gelukkige einde. De film is rijkelijk met tranen besproeid, maar er is gelukkig ook veel onschuldige pret."
Recensent van het Algemeen Handelsblad schreef: "Een geweldige film is het niet geworden - de decors zijn wel heel erg onecht - maar zij is een voortreffelijke levende illustratie van Louisa May Alcotts boek, al zijn misschien sommige overgangen wat te snel voor hen, die het boek niet hebben gelezen. Maar alle figuren zijn scherp uitgebeeld en uitmuntend gespeeld. [..] Een genoeglijke film, al zal zij wellicht reeds lang in de archieven zijn bijgezet als het boek nog springlevend is."

## Prijzen en nominaties
| Jaar | Prijs          | Categorie            | Genomineerde(n)                                                | Uitslag     |
| ---- | -------------- | -------------------- | -------------------------------------------------------------- | ----------- |
| 1950 | Academy Awards | Beste Art Direction  | Cedric Gibbons, Paul Groesse, Edwin B. Willis en Jack D. Moore | Gewonnen    |
| 1950 | Academy Awards | Beste Cinematografie | Robert H. Planck en Charles Edgar Schoenbaum                   | Genomineerd |